# Stephanodes missionicus
Stephanodes missionicus är en stekelart som först beskrevs av Dmitriy Alekseevich Ogloblin 1967.  Stephanodes missionicus ingår i släktet Stephanodes och familjen dvärgsteklar. Inga underarter finns listade i Catalogue of Life.